# Кула шав
Кула шав (тал. Кулә шәв) — талышский национальный праздник, который наступает в ночь последнего вторника на среду перед Новрузом. Занимает особое место в талышском народном календаре и носит более важный статус, чем праздник Новруз. Считается, что где бы ты ни был, ты должен постараться провести этот вечер в кругу семьи, в противном случае несколько лет не сможешь проводить его с семьёй.

## Место в календаре
Праздник отмечается в конце пятого периода зимы, в который осуществляется подготовка к празднованию Новруза в течение десяти дней. Талыши в этот период наводят дома порядок, готовят сладости к столу, красят яйца, подготавливают самани (проросшая пшеница).
Перед наступлением непосредственно Нового года в талышском народном календаре есть ещё несколько праздников. По Г. Джавадову праздунуются четыре последние среды года предшествующие празднику Нәвузу (Новруз). Первая среда посвящена воде «ови кул», вторая — огню «отәши кул», третья — земле «хоки кул», четвёртая — ветру «вој кул». 
По исследованию Абилова И.Ш. такое описание не вполне корректно. Последовательность сред приведена в обратном порядке, а четыре среды у талышей объединены в две, из которых празднуется только одна. Ранее ещё праздновали 2 последние среды года — «канә кул» («старый куль») или «һә кул» («ослиный куль»), который включал «вој кул» и «хоки кул» и «тожә кул» («новый куль»), которая объединяла две другие. Тожә кул включает сегодня праздник «Кулә шәв» («ночь куль»), который отмечают со вторника на среду и «Кулә ид» («праздник куль») или «Кулә руж» «(день куль»), который выпадает на среду. Праздник «Кулә шәв» посвящён огню т.е. является «отәши кул», а «Кулә ид» — воде т.е. является «ови кул».

## Празднование
Днём на «Кулә шәв» талыши посещают кладбище и читают молитвы, поминая усопших. А уже ночью начинают праздничные гуляния. Зажигают семь костров и, прыгая через них, произносят: «Кули-кули чошәмбәли, дарды-бәлон бә канә сорон!» («Кули-кули, среда, горести и беды - в старые года!»), тем самым происходит обряд очищения огнём. После него дети отправляются на пустое поле вокруг деревни, где бросают в воздух факелы (талыш. гонга или вашапос). Старшие женщины каждого дома поджигают на блюдце руту и обдают ее дымом членов семьи.

### Гадания
Вечером люди загадывают желания и гадают. Некоторые, загадав желание, подходят к курятнику и слушают: если куры издадут звуки, значит, желание исполнится, и наоборот. Подслушивая разговоры в доме: если говорят о хорошем, значит, желание исполнится (чаще всего гадают девушки – о том, выйдут ли они в новом году замуж, или родится ребенок у уже замужней девушки). Поэтому детям строго наставляют говорить в этот день только хорошее.

### Праздничный стол
После гуляний вся семья собирается за праздничным столом. На столе должно быть семь блюд, среди которых обязательными являются пыло (плов), являющееся основным блюдом праздничного стола у талышей, «ләвәнгинә мој» (фаршированная лавангином рыба), чеснок (символ достатка), зелень (символ пробуждения природы). Отдельно стоит сказать, что на «Кулә шәв» в талышской кухне есть особый вид «торә» (омлет с зеленью): «чәғәтеғә торә» (тора из лопуха большого). Также на праздничном столе должны быть «сәмәни» (проросшая пшеница), свечи (по одной на каждого члена праздничного стола или 7 свечей) и сладости (чангури, хавло, зерәјн, кылчә, ғәндәкукә, ҹырәкукә, локу и др.), которые готовят к празднику. 
Кроме семи обязательных блюд на столе, также есть традиция готовить «быштә» на садже. «Быштә» готовиться из семи разных семян: кукурузы, пшеницы, тыквы, нохута, чечевицы, ореха, кунжута. Всё это обжаривается и раздаётся всей семье в мешочках и поедается до Новруза. В некоторых местах готовят и «Гамыштә», туда помимо семян добавляют кишмиш, фундук, сушеный абрикос, сушеная груша. 

### Приметы
В отдельную посуду с праздничного стола собирают плов и различные сладости, которые дети относят сватанной невесте (если она есть), замужним дочерям дома, а также братьям и сестрам родителей. Взамен последние наполняют посуду детей сладостями или деньгами (в зависимости от достатка). Ночью после ужина дети идут бросать «кышти» соседям (своего рода колядование).
Наутро, ещё до рассвета молодые девушки дома берут свои кувшины и идут к роднику, где они умывают лица, пьют «новую» воду, наполняют ею свои кувшины, переходят через проточную воду (будь то родник или река), таким образом, проходя обряд «очищения водой». Часть принесенной в кувшинах воды старшая женщина дома разливает по двору, другую – брызгают в спящих детей и говорят «растите!», а третью – оставляют в доме до следующего Тожа куль. Матери с утра берут палку, нож или топор и любяще шутливо припугивают детей и говорят «будешь послушным?», «будешь хорошо себя вести?» и т.д. Также взрослые запугивают деревья топором, говоря им «приносите фрукты!». В Южном (иранском) Талышистане обряд пугания деревьев проводят в «Кулә шәв».
С Тожа кулем связано особое существо, известное в Южном Талышистане (в его центральной и южной частях), – Чошамба хатун (невидимое женское существо). В «Кулә шәв» отдельную тарелку с праздничной едой оставляют специально для неё, чтобы она принесла семье благодать (баракат). Наиболее смелые ночью выходят во двор, чтобы посадить дерево, которое, вырастив, станет исполнять желания. Важно, выходя во двор и сажая дерево, не оборачиваться, иначе Чошамба хатун убьет обернувшегося. Ещё одно поверье, связанное с этим праздником, гласит, что в «Кулә шәв» деревья склоняют свои головы к земле. У того, кто сумеет это увидеть, сбудутся все желания.
В целом, весь предшествующий Новрузу период – идәвә – дети играют в различные народные игры: бьют крашеные яйца, как делается на Пасху, играют в Визә сакконе (игра с грецкими орехами) и др. талышские игры. В преддверии праздника следят за тем, чтобы курица не насиживала яйца – считается плохой приметой, когда цыплята рождаются в старом году.
По завершении всех этих периодов и обрядов, 21 марта празднуется праздник прихода весны Нав(р)уз – Новый год. В этот день все навещают родственников и поздравляют друг друга. Если «Кулә шәв» совпадает с Навузом, то год ожидается очень удачным.